# بیبیه (آرکانزاس)
بی بی (آرکانزاس) (به انگلیسی: Beebe, Arkansas) یک شهر در ایالات متحده آمریکا با جمعیت ۷٬۳۱۵ نفر است که در آرکانزاس واقع شده‌است.

## موقعیت جغرافیایی
موقعیت جغرافیایی شهرها و مناطق اطراف به شرح زیر است: